# Eleccions a l'Assemblea d'Extremadura de 2011
Les eleccions a l'Assemblea d'Extremadura de 2011 van tindre lloc el 22 de maig de dit any, coincidint amb les eleccions al parlament de totes les comunitats autonòmiques, excepte Catalunya, Andalusia, Galícia i País Basc, i amb les municipals en tot Espanya.
En la província de Badajoz es van elegir a 36 diputats i, en la de Càceres, 29.

## Candidatures amb representació a l'Assemblea d'Extremadura
En negreta, el candidat a la presidència de la Junta d'Extremadura. Per ordre de nombre d'escons en la present legislatura:

| Candidats per circumscripcions |                                                                     |                             |                                |              |  |
| Candidatura                    | Candidatura                                                         | Badajoz                     | Càceres                        | Observacions |  |
|                                | Partit Socialista Obrer Espanyol-Regionalistes (PSOE-REGIONALISTAS) | Guillermo Fernández Vara    | Juan Ramón Ferreira Díaz       |              |  |
|                                | Partit Popular-Extremadura Unida (PP-EU)                            | José Antonio Monago Terraza | Fernando Jesús Manzano Pedrera |              |  |

Candidatures no presents a l'Assemblea
| Candidats per circumscripcions                |                            |                          |              |
| Partit                                        | Badajoz                    | Càceres                  | Observacions |
| Ciutadans en Blanc (CenB)                     |                            | Jesús María Izquierdo    |              |
| Convergència per Extremadura (CEX)            | Francisco García           | Juan Francisco Luis      |              |
| ECOLO-Los Verdes (ECOLO-LOS VERDES)           | Antonio Miguel Torres      | Juan José Leturio        |              |
| Independents per Extremadura (IDEX)           | Justo Antonio Sánchez      | Agustín Gilete           |              |
| Izquierda Unida-Los Verdes-SIEX (IDEX)        | Pedro Escobar Muñoz        | Víctor Manuel Casco      |              |
| Partit Comunista dels Pobles d'Espanya (PCPE) | José Luis Gómez            |                          |              |
| Per un Món més Just (PUM+J)                   | Luis Antonio Rodríguez     | Francisco Aunión         |              |
| Unió del Poble Extremeny (UPEX)               |                            | Maria Victoria Domínguez |              |
| Unió, Progrés i Democràcia (UPyD)             | María Luisa García-Borruel | Víctor Manuel Ortega     |              |